# Nokia 5310

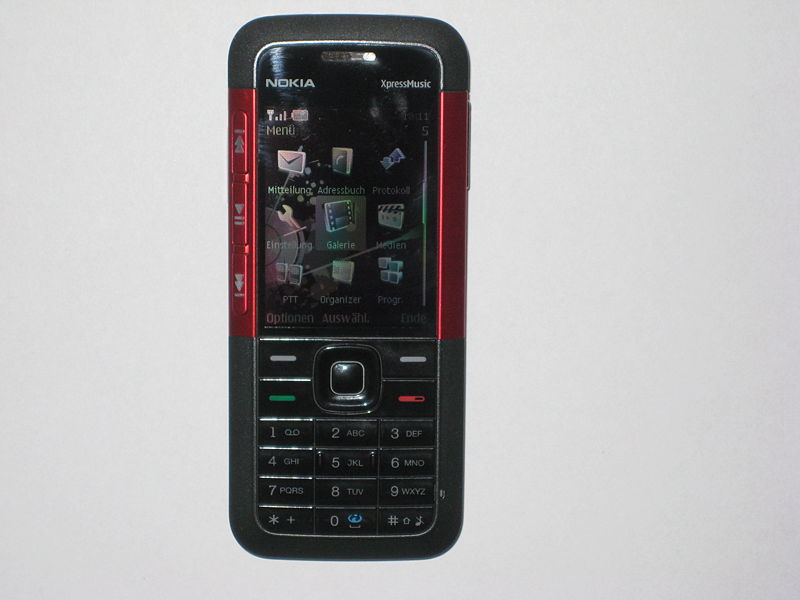
Nokia 5310 XpressMusic

Nokia 5310 este un telefon mobil din seria Xpress Music, scos pe piață în 2007, dotat cu funcții multimedia și o cameră de 2.0 megapixeli. Este printre singurele telefoane mobile măsurând sub 1 cm în grosime, având 9.9 mm.